# When Doctors Disagree

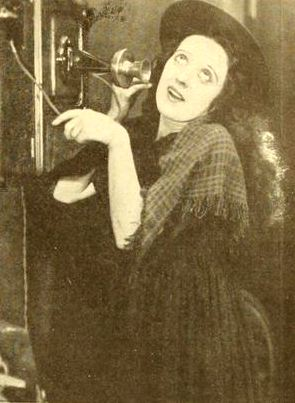
Mabel Normand en un fotograma de la pel·lícula

When Doctors Disagree és una pel·lícula muda de la Golwyn Pictures dirigida per Victor Schertzinger, a partir d'un guió d'Anna F. Brand i protagonitzada per Mabel Normand. Rodada als estudis de Culver City, es va estrenar el 25 de maig del 1919.

## Argument
Millie Martin (Mabel Normand) és una noia desgarvada i vestida d'una manera un xic ridícula per culpa del seu pare que és tan garrepa que no li compra la roba escaient. Un dia, durant la celebració del Primer de Maig a Ferryville, veu com Violet Henry (Fritzie Ridgeway), la filla de l'home més ric de la ciutat, és empesa a una bassa d'aigua pel bolxevic del poble. Explica la història al seu pare que es diverteix tant que li regala un dòlar. Amb aquesta moneda es compra un pot de crema de bellesa per anar ben bonica en el seu primer viatge en tren.
En el tren, Millie fa la coneixença de John Turner, un home rodanxó que confon amb un metge. En realitat, John s'havia barallat feia poc amb una persona al que havia desenmascarat fent trampes al pòquer i en creure que aquest era mort havia fugit amb el maletí de doctor del seu oncle i un bitllet de tren també pres al seu oncle. Millie, creient-lo metge i per cridar la seva atenció, simula que té mal de queixal però el seu pare, per tal d'evitar haber pagar una factura mèdica la fa mastegar tabac com a remei. En empassar-se una bona porció de tabac demana ajuda i John, que no sap què fer, ordena una operació. Per tant, el tren s'atura en un sanatori proper. Un cop allà, Millie, presa pel pànic, s'escapa de l'habitació fent una corda amb els llençols despenjant-se per la finestra. Arriba a la sala de maternitat on John la troba amb un criatura a la qual creu que acaba de parir. Ells dos s'aclareixen mútuament els malantesos. Per tal de fugir d'allí roben un Ford i Millie condueix fins a encallar-se en un rierol. John és pres per un lladre però en aquell moment arriba el seu oncle i aclareix tots els malentesos. John i Millie, poden continuar tranquil·lament la seva història d'amor.

## Repartiment
- Mabel Normand (Millie Martin)
- Walter Hiers (John Turner)
- George Nichols (David Martin)
- Fritzie Ridgeway (Violet Henny)
- Alec B. Francis (Dr. Harris, Sr.)
- William Buckley (Dr. Harris, Jr.)
- James Gordon[3]